# Estación de Simplon
Simplon es una estación del metro de París situada en el XVIII Distrito, al norte de la capital. Pertenece a la línea 4. 

## Historia
Fue inaugurada el 14 de mayo de 1908 con la apertura del primer tramo de la línea 4. Debe su nombre a la cercana rue du Simplon que hace referencia al paso del Simplón, un puerto montañoso de los Alpes suizos ubicado a 2009 metros de altura, por el cual transita una carrera que Napoleón mandó construir en 1807. Muy cerca se encuentra el túnel de Simplon, construido en 1906. 
El 6 de agosto de 2005, la estación se vio afectada por un importante incendio que se declaró, a las 16h40 bajo el quinto vagón de un convoy detenido en uno de los andenes. Aunque el humo fue rápidamente detectado por el maquinista de un tren que en ese momento accedía en sentido contrario, no se pudo evitar que el fuego se propagara a la totalidad del vagón y posteriormente al convoy recién llegado. No fue hasta las 18h30 que los bomberos dieron por controlado el incendio. Dada la rápida evacuación del recinto, el incendio se saldó únicamente con 19 heridos leves, casi todos empleados de la RATP.
El suceso llevó a la interrupción del servicio en un tramo importante de la línea 4, entre Porte de Clignancourt y Réaumur - Sébastopol. La línea 12, a la que pertenece la estación de Marcadet - Poissonniers, vecina de Simplon, tuvo que ser cerrada por el humo obligando también a cortar el servicio en un tramo de la misma que iba desde la estación de Porte de la Chapelle hasta la estación de Trinité - d'Estienne d'Orves.
El día siguiente, a las 8h00, la situación regresó a la normalidad aunque la estación permaneció cerrada varios meses, hasta febrero del 2006, ya que se aprovechó para renovarla.
Un fallo doble en el sistema eléctrico de tracción de uno de los trenes fue la causa del incendio.

## Descripción
Tras su completa renovación la estación luce un revestimiento clásico compuesto de azulejos blancos biselados. Su iluminación emplea el moderno modelo vagues (olas) con estructuras casi adheridas a la bóveda que sobrevuelan ambos andenes proyectando la luz en varias direcciones. Por su parte, los asientos son nuevos modelos Coquille o Smiley, unos asientos en forma de cuenco inclinado para que parte del mismo pueda usarse como respaldo y que poseen un hueco en la base en forma de sonrisa. Por último, la tipografía empleada también es la más reciente, llamada Parisine, en ella  el nombre de la estación aparece en letras blancas sobre un panel metálico de color azul

## Accesos
La estación dispone de tres accesos, todos ellos situados en el bulevar Ornano, a la altura de los números 26, 37 y 38. 